# Liam McArthur

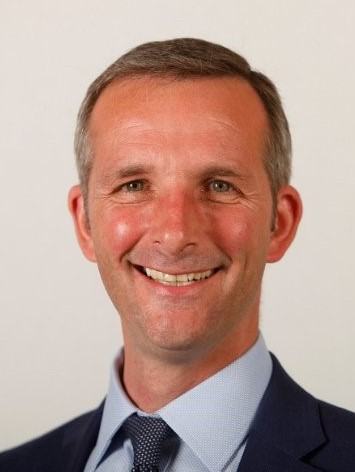
Liam McArthur

Liam McArthur (* 8. August 1967 in Edinburgh) ist ein schottischer Politiker und Mitglied der Liberal Democrats. Er ist verheiratet und Vater zweier Söhne.

## Leben
Im Jahre 1977 zog McArthur mit seinen Eltern auf die Insel Sanday, eine Insel der Orkneys. Er besuchte die Sanday Junior High School und die Kirkwall Grammar School in Kirkwall. Anschließend studierte McArthur Politikwissenschaften an der Universität Edinburgh und schloss als Master ab. Zwischen 1990 und 1992 war er für den damaligen Unterhaus-Abgeordneten Jim Wallace tätig; ein zweites Mal zwischen 2002 und 2005 in dessen Zeit als stellvertretender First Minister.

## Politischer Werdegang
Nach dem Ausscheiden von Jim Wallace aus dem Schottischen Parlament trat McArthur seine Nachfolge im Wahlkreis Orkney an und bewarb sich bei den Parlamentswahlen 2007 um das Direktmandat. Mit deutlichem Vorsprung konnte er die Wahl für sich entscheiden und zog erstmals in das Schottische Parlament ein. Bei den Parlamentswahlen 2011 verteidigte er sein Mandat. Zwischen 2008 und 2011 war McArthur Sprecher der schottischen Liberaldemokraten für Umwelt, ländliche Entwicklung und Energie. Bei den Parlamentswahlen 2016 konnte McArthur seinen Stimmenanteil deutlich ausbauen und verteidigte damit sein Mandat.